# Kanuchuan Lake
Der Kanuchuan Lake ist ein See im Kenora District im Norden der kanadischen Provinz Ontario.

## Lage
Der Kanuchuan Lake liegt zwischen dem westlich benachbarten Chipai Lake und dem östlich benachbarten Winisk Lake. Der Winisk River durchquert die Seengruppe in östlicher Richtung. Unterhalb des Ausflusses aus dem Kanuchuan Lake befinden sich die Stromschnellen Kanuchuan Rapids. Der Kanuchuan Lake befindet sich 315 km südsüdwestlich der Hudson Bay, 360 km westlich der James Bay sowie 300 km nördlich des Nipigonsees. Der See liegt am Rande des Kanadischen Schildes unweit des Übergangs zur Hudson-Bay-Niederung.
Der stark verzweigte See hat eine Längsausdehnung in SSW-NNO-Richtung von knapp 25 km sowie eine maximale Breite von 7 km. 
Zu den größten Inseln gehören Brett Island und Ferron Island. Der 208 m hoch gelegene See hat eine Wasserfläche von ungefähr 58 km². Das Einzugsgebiet des Sees beträgt 19.000 km².